# Кайип-хан
Кайип Мухаммед-хан (каз. Қайып Мұхаммед хан; 1650—1719) — казахський правитель, хан Казахського ханства від 1715 до 1718 року.

## Правління
Володарювання Кайип-хана припало на період війни з Джунгарським ханством. Навесні 1718 року на річці Аягуз відбулась триденна битва між казахським ополченням і джунгарським військом. Незважаючи на певні успіхи казахів у перші два дні битви, вона завершилась перемогою джунгарів.
Кайип-хан підтримував дипломатичні відносини з Османською імперією. 1715 року хан пропонував султану Ахмеду III створити військовий союз проти Москви.